# Slag bij Warns

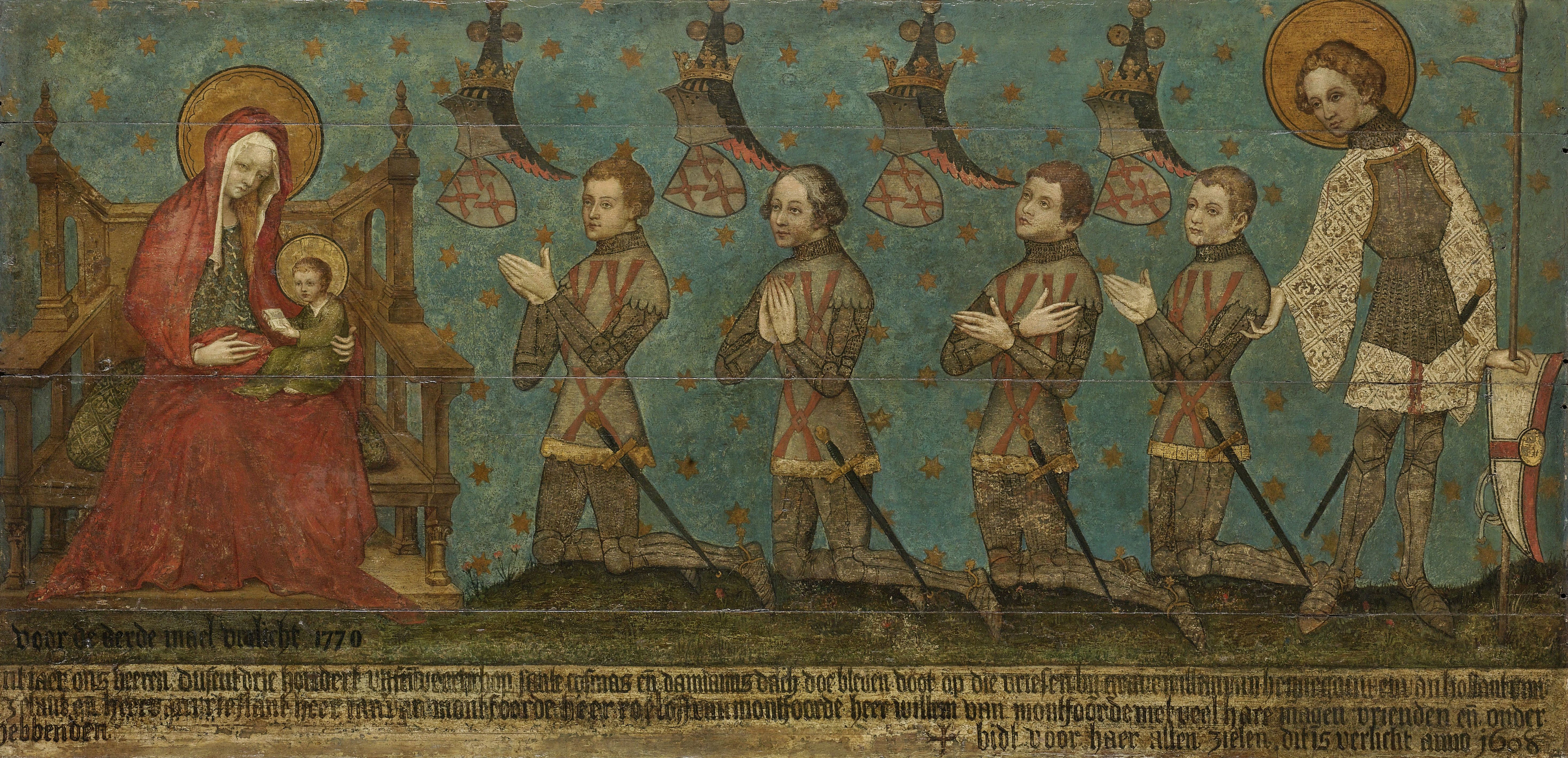
Gedachtenistafel van de Heren van Montfoort, circa 1380. Tussen Maria met kind en Sint Joris de vier heren van Montfoort, waarvan drie bij de veldslag van 1345 sneuvelden. Van links naar rechts, Jan I van Montfoort, zijn oudoom Roelof de Rover en zijn oom Willem de Rover, heer van Heulenstein. De laatste knielende figuur is vermoedelijk Willems zoon Hendrik, die de slag overleefde. Het is het op een na oudste bewaarde schilderij van Nederland.

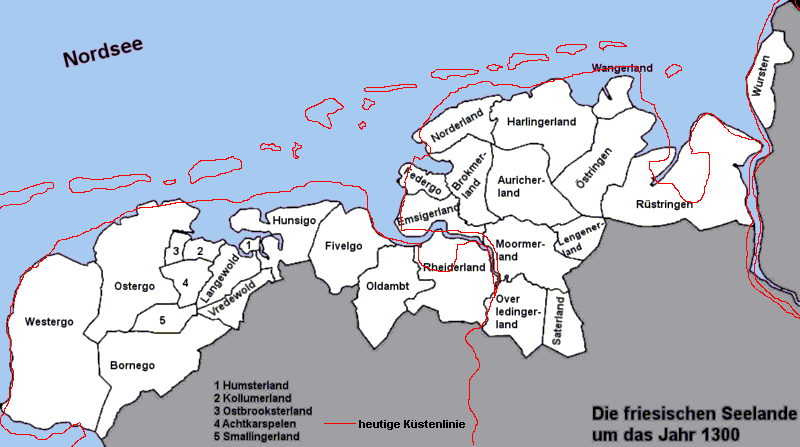
De Friese Zeelanden rond 1300

De Slag bij Warns (Fries: Slach by Warns), eigenlijk Slag bij Stavoren, was een veldslag in de Fries-Hollandse oorlogen tussen graaf Willem IV van Holland en Henegouwen en de Westerlauwerse Friezen, op 26 september 1345. Ze eindigde met een overwinning voor de Friezen en de dood van de graaf. 
Voor de Friese Beweging was de jaarlijkse herdenking van de slag aanvankelijk een belangrijk evenement. Rond de herdenking (op het Rode Klif te Warns) en de centrale leus Leaver dea as slaef  vinden nog altijd veel politieke discussies over taalpolitiek en regionale achterstelling plaats.
Er wordt ook wel gesproken van de Slag bij Stavoren (Fries: Slach by Starum). Dit is correcter, aangezien de slag volgens de historische bronnen niet in Warns maar bij Stavoren plaatsvond. Met Hollands-Friese taalstrijd had de slag weinig de maken. De ridders waren grotendeels Franstalig, het West-Friese deel van hun voetvolk sprak vermoedelijk Fries.
De Slag bij Warns moet niet verward worden met de Slag bij Laaxum (1498), die als het einde van de Friese Vrijheid geldt.

## Achtergrond
Binnen het Heilige Roomse Rijk hadden de Friese gebieden een ontwikkeling doorgemaakt naar zelfstandigheid, de zogenaamde Friese Vrijheid. Deze ontwikkeling was het sterkst ten oosten van de Lauwers. In de tegenwoordige provincie Friesland werd nog tot ver in de 13e eeuw een vorm van grafelijke heerlijkheid uitgeoefend door de bisschop van Utrecht en de graaf van Holland. De Hollandse graven in die tijd waren uit op meer macht en wilden hun oppergezag claimen door invoering van belastingheffing en algehele controle op de rechtspraak in Friesland. De graafschappen Holland en Zeeland kwamen in 1299 in handen van het Franstalige Huis Avesnes, graven van Henegouwen. De krijgshaftige graaf Willem IV ging echter veel voortvarender te werk dan zijn in 1337 overleden vader Willem III. Nadat onderhandelingen waren mislukt omdat de concessies die de graaf eiste voor de Friese elite onaanvaardbaar waren, maakte de graaf aanstalten heel Westerlauwers Friesland te onderwerpen.

## Aanval
De Hollands-Henegouwse troepen (naar schatting 12 tot 15.000 man), voeren vanuit Enkhuizen met een vloot de Zuiderzee over. Een deel van de troepen onder leiding van Willems oom, heer Jan van Beaumont landde op de Zudervenne, een vlakte ten zuidwesten van Stavoren. Dit terrein is later in zee verdronken. De graaf wilde het Sint-Odulfusklooster bij Stavoren veroveren om dit gaan gebruiken als vesting en uitvalsbasis. Ook had hij het op de stad zelf voorzien. De ridders droegen een harnas, maar hadden geen paarden, omdat daarvoor geen ruimte was aan boord van de (meer dan 300) schepen, die waren volgeladen met werkvolk, bouwmateriaal voor de geplande vestingbouw en voorraden. 
De troepen van graaf Willem landden ten noorden het klooster. Met een voorhoede van ongeveer 500 stormde hij landinwaarts en stak daar een of meer huizen in brand. Bij het klooster vielen de invallers in handen van het verzamelde Friese leger, dat zich hier al sinds juni had verschanst. Vanwege de omvang van dit leger valt aan te nemen dat daarbij ook hulptroepen uit de Groninger Ommelanden en Oost-Friesland waren.
Vanwege hun zware harnassen waren de ridders geen partij voor het Friese voetvolk, dat beter overweg kon met de doorweekte bodem. Ook graaf Willem kwam tijdens de slag om het leven. Zijn hoofd werd afgeslagen uit wraak voor de dood van een Friese edelman. Naar verluidt wisten de strijders niet dat het om de graaf zelf ging. Hollandse kronieken suggereren dat de grafelijke troepen door God gestraft werden, omdat ze het kloosterterrein hadden bezoedeld. Toen de troepen van de heer van Beaumont in Stavoren hoorden wat er was gebeurd, vluchtten ze naar de schepen, achtervolgd door de Friezen. Volgens tijdgenoten sneuvelden er in totaal zo'n 500 Hollandse strijders. 
Een kroniek bericht dat het lijk van de graaf pas na tien dagen onder een stapel lijken werd gevonden. Door bemiddeling van de commandeur van het Sint-Jansklooster te Haarlem kreeg de graaf, samen met zeven gesneuvelde baanderheren een noodbegrafenis in het Klooster Bloemkamp bij Bolsward. Dit nadat zijn lijk was gebalsemd. De overige lijken werden door de overwinnaars demonstratief op grote hoop gelegd, vermoedelijk op het kerkhof van het SInt-Odulphusklooster. Daar lagen ze nog in 1545, toen ze op last van koningin Maria met karren werden overgebracht naar Stavoren. De overlevenden voeren in 1345 met de rest van het leger terug naar Amsterdam. 
Het feit dat het lijk van de graaf op het slagveld achterbleef, gold als een grote schande voor diens familie. De koning van Frankrijk weigerde zelfs met de jonge prins Willem van Oostervant te dineren. Na de Friese nederlaag in 1398 werd het lichaam van de graaf alsnog opgeëist door zijn neef en opvolger Albrecht van Beieren. De Friezen moesten beloven een speciale kapittelkerk te stichten ter nagedachtenis. Het lijk werd eerst opgebaard in de Mariakapel in Amsterdam, waar de graaf zijn laatste mis had bijgewoond, daarna in Den Haag. In 1400 vond herbegraving plaats in de grafkelder van zijn neef Willem V in het minderbroedersklooster te Valenciennes. De Hollandse wraakoefening van 1398 werd veelvuldig bezongen, maar toen de grafelijke troepen zich al na enkele jaren moesten terugtrekken werd er ook de spot gedreven met degenen die goutberghen in Vrieslant dachten te vinden.

### Tactische missers
De slag werd volgens historicus Ronald de Graaf gekenmerkt door een aantal tactische missers van de grafelijke troepen. Allereerst verdeelden zij hun strijdmacht in tweeën. Willem landde ten noorden van Stavoren en Jan van Beaumont ten zuiden van deze stad. Daarnaast zette Willem de aanval overhaast in zonder op zijn boogschutters te wachten. Met zijn getrouwen bereikte hij het Sint-Odulfusklooster. De Friezen hielden zich eerst gedeisd en lokten de graaf in een hinderlaag. Zij kamen van alle kanten aanzetten, sneden Willem van de overige troepen af en vernietigden zijn voorhoede. Daarna keerden ze zich tegen de hoofdmacht die niet kon vluchten, omdat de schepen buitengaats lagen. Toen ook deze troepen waren verslagen, richtten zij zich tegen Jan van Beaumont, wiens troepen zich nog moesten opstellen. De Friezen konden hem uiteindelijk verslaan omdat hij zijn legerkamp slecht had gekozen met de zee in de rug, zodat zijn leger nergens heen kon. Uit paniek en schaamte wilde hij de hand aan zichzelf slaan, hetgeen zijn mannen verhinderden. De Friezen volgden hun vijanden volgens de verhalen zelfs tot in het water, waar zij hen alsnog neersloegen.
Opvallend is het commentaar van de Florentijnse diplomaat Giovanno Villani, die beweert uit eerste hand te hebben gehoord dat de Friezen hun dijken met opzet doorstaken om de buitenlandse ridders te laten verdrinken.

## Na de slag
De Friese overwinning van 1345 maakte een einde aan de groeiende Hollandse invloed en stortte het graafschap in een gezagscrisis. Dat had tot gevolg dat de Friezen nog anderhalve eeuw (met tussenpozen) hun politieke zelfstandigheid konden bewaren. Ook de Friese taal profiteerde daarvan. Het gebrek aan centraal gezag liet zijn sporen na. In het laatste kwart van de 14e eeuw laaiden de twisten tussen de partijen van de Schieringers en Vetkopers in alle heftigheid op, niet alleen in Friesland, ook in de overige Friese landen tot aan de Wezer. Deze burgeroorlog bereikte een dieptepunt tijdens de Grote Friese Oorlog (1413-1422).
Keizer Maximiliaan I van het Heilige Roomse Rijk benoemde Albrecht van Saksen in 1498 tot gouverneur (potestaat) van Friesland tussen Vlie en Eems, waarna deze het gebied met zijn huursoldaten bezette. Dit gebeurde op uitnodiging van de adellijke partij der Schieringers uit Westergo. Beide landschappen Wester- en Oostergo erkenden hem vervolgens als potestaat en gubernator, in 1499 ook als landsheer. Zevenwouden volgde schoorvoetend. Hiermee kwam er in dit gebied een einde aan het tijdperk van de Friese Vrijheid. De Friese taal werd teruggedrongen naar de privésfeer, hoewel hij wel de voertaal voor de Friese elite bleef.
De uitkomst van de Slag bij Warns past goed in de algemene tendens dat het massaal gemobiliseerde voetvolk vaker de overhand kreeg op ridderlegers, met name in moeilijk begaanbaar terrein. Dit kwam ook in de Honderdjarige Oorlog (1337-1453) dikwijls voor. De Friese volkslegers konden zich daarom goed meten met hun Vlaamse, Zwitserse, Scandinavische  en Engelse tegenhangers. Niet voor niets wordt de Slag bij Stavoren wel eens de Friese Guldensporenslag genoemd (aldus Douwe Kalma). Pas door de opkomst van getrainde beroepsmilitairen die in slagorde opereerden (de zogenaamde landsknechten), raakten de volkslegers hun potentiële voorsprong kwijt. Daarmee kwam weliswaar een einde aan de Friese Vrijheid, maar boeren- en burgermilities bleven ook na 1498 in Friesland een grote rol spelen.

## Lieve Vrouwendag
De Slag bij Stavoren werd jaarlijks op 26 september (Cosmas en Damianus) herdacht. Men noemde dit wel de Fresena Vrouwen dag of die Vriesche Lief-vrouwe (Fries: Leaffruwendei), kennelijk omdat de Friese overwinning plaats vond onder de vlag van de Moeder Gods, de beschermheilige van het Sint-odulfusklooster. Worp van Thabor schrijft daarover in het begin van de 16e eeuw:
Om God ende syn gebenedide moeder te dancken int euich voer dye victori, soe hebben dye Vriesen inden tyden endrachtelick gesloeten ende angenoemen den voerseiden dach alle jaeren toe vieren, dat oueral Vrieslant tot desen dach is geholden.
In het klooster bevond zich een wonderdoend Mariabeeld met relieken, dat sinds 1284 wordt vermeld en in 1415 meeverhuisde naar de nieuwe locatie van het klooster binnen de stadswallen. Maria was tevens de beschernheilige van de Friese vrijheid in het algemeen. Het Saksische bewind probeerde in 1509 tevergeefs een einde aan de herdenking op de Friese Lieve Vrouwendag te maken, maar dat stuitte volgens Worp van Thabor op verzet van de morrende bevolking, die de Saksische hertog de schuld gaf van nieuwe rampen die het land troffen. Daarmee zinspeelde hij vooral op de Cosmas- en Damianusvloed van 1509, die de dijken in ruïneuze toestand achterliet.  
De herinnering aan de veldslag werd verbonden aan de verering van Onze Lieve Vrouwe van Leeuwarden, waar zich kort na de vloed allerlei wonderen afspeelden. Om "de memorie te breken" gaf de nieuwe landsheer Karel V in 1527 opdracht de skeletten van de gesneuvelden, die nog altijd op het buitendijkse kloosterterrein in Staveren lagen opgestapeld, in een grote kuil te begraven. Het was zijn bedoeling dat de Friezen niet langer over vrijheid en autonomie zouden fantaseren. Het oorspronkelijke Mariabeeld uit Stavoren - "hebbende een hulzel op als een Friese Vrouw" - bevond zich nog rond 1600 in de voormalige kloostergebouwen.

## Herinnering en fantasie
Na de overgang tot het protestantisme in 1578 raakte de herdenking in onbruik, maar de slag wordt in alle Friese kronieken uitvoerig behandeld. Dit begint met Andreas Cornelius, die in zijn Cronijcke van Vrieslant (beter bekend als de kroniek van Ocka Scharlensis) omstreeks 1575 suggereert dat de graaf was gesneuveld  "in ’t naestliggende dorp" bij Stavoren en wel volgens de nieuwe Gregoriaanse kalender op 7 oktober. Hij had de locatie overgenomen uit de populaire Divisiekroniek van Cornelius Aurelius, gedrukt in 1517. Hier valt te lezen hoe de grafelijke troepen ten noorden van het klooster waren geland, waar ze "dat eerste dorp daer si bi quamen" in brand hadden gestoken. Pier Winsemius (1622) en Christianus Schotanus (1658) vertellen hetzelfde verhaal. Stadspredikant Adam Westerman uit Stavoren weet in 1611 te melden dat het betreffende dorp Rodewier heette, volgens hem een oude naam voor Molkwerum. De abtenkroniek van Sibrandus Leo (ca. 1575) vertelt daarentegen dat het gaat om een dorp Raedvier of Raevier, dat later - als eerbetoon aan de verdedigers - zou zijn omgedoopt tot Verraga ('weer-ga' oftewel 'dorp van verdedigers'). Deze abtenkroniek werd in 1708 voor het eerst gedrukt. In navolging daarvan noemt de historicus Jan Wagenaar de plaats in 1750 Werrega. Foeke Sjoerds en Simon Stijl maakten er in 1769 en 1785 Warns van. Andere auteurs namen dit schoorvoetend over, hoewel ze nog aan de oude benaming Slag bij Stavoren vasthielden. Pas in 1836 heet de veldslag voor het eerst de slag bij Warns. 
De Slag bij Stavoren bood inspiratie aan de historische roman De Roos van Dekama (1836) van Jacob van Lennep. Het is waarschijnlijk aan deze auteur te danken, dat het Rode Klif bij Scharl definitief werd aangewezen als de plek waarvan de bekende veldslag zou hebben plaatsgevonden. Van Lennep schetst het beeld van een veldtocht via Laaxum, Warns en Scharl in de richting van het Rode Klif. Daaraan koppelde hij de plaatsnaam Rae-Vier, die hij als 'rood vuur' uitlegde. Op de keileemopduiking had zich volgens de fantasierijke verhalen van Andreas Cornelius ooit een vulkanische put met een heidens offervuur bevonden, waar ook kinderen werden gedood. Stavoren bezat volgens deze auteur bovendien een tempel van de god Stavo oftewel Jupiter.
De brandende poel is een bekend thema dat wordt afgebeeld op de kaart van de Friese kustgewesten door David Fabricius uit 1610. Kennelijk dacht men daarbij aan de veenbranden die het land ondermijnden. In een boek van Martin Hamconius uit 1620 (met etsen van Pieter Feddes van Harlingen) wordt de Cliffus Rubus afgebeeld als een brandende put, waaruit een vurige draak opvliegt. Het woud bij de klif was volgens deze auteur gewijd aan Wodan, waaraan Warns zijn naam te danken zou hebben (vandaar wa(r)nsdey = woensdag). Bernardus Schotanus à Sterringa en François Halma tekenden op het frontispice van hun provincieatlas uit 1718 een rokende vulkaan bij Stavoren. En ook Willem en Onno Zwier van Haren fantaseerden er in hun gedichten over het Rode Klif vrolijk op los; Onno situeerde hier tevens het begin van de Opstand tegen de koning van Spanje. Van Lennep vervlocht deze thema's weer in zijn roman. 
Van Lenneps uitleg werd daarna toongevend. Gezaghebbende auteurs als Joost Hiddes Halbertsma, Johan Winkler, Waling Dykstra en Geert Aeilco Wumkes duidden de onbekende plaatsnaam als Ra-wier of Reawier ('rode wierde') en wezen dit aan als de oorspronkelijke naam voor het Rode Klif. De broers Halbertsma suggereerden dat de inwoners het hol van de vurige draak nog in de 18e eeuw konden aanwijzen. Winkler vermoedde dat zich hier "een middelpunt des volks, waarschijnlik eene offerplaats der Heidenen" had bevonden, of, zoals Wumkes het  in 1943 uitdrukte: "de hillige wijheuvel fen ’e Germanetiid". Op deze plek hadden de legendarische Friese koningen (waaronder Radboud) hun paleizen en buitenverblijven; hier werden ze op het schild gehesen en misschien ook begraven. Sommige auteurs meenden ook te weten dat hier een tempeltje van Wodan had gestaan. Zelfs het gezag van Gysbert Japicx werd aangeroepen om te bewijzen dat het Rode Klif nog in de 17e eeuw als oppe' hæge wier bekend stond. Wumkes noemde diens beeld van een oude grootmoeder die op it Reaklif neerknielde om te bidden voor het welzijn van haar overmoedige kleinzoon symbolisch voor Friesland zelf. Het Rode Klif, was daarom - zo concludeerde hij in 1943 - de ideale plek voor een toekomstig vrijheidsmonument.
Rond 1900 was er nauwelijks nog twijfel dat de Slag bij Stavoren daadwerkelijk bij het Rode Klif had plaatsgevonden. Goasse R. Groustra toonde pas in 1978 de onhoudbaarheid van deze stelling aan, hetgeen historicus Ronald de Graaf in 1996 aan de hand van nieuwe bronnen onderbouwde. Tot 1935 bleven de meeste mensen het echter over de Slag bij Stavoren hebben.
Pas tegen het einde van de jaren dertig, toen de zeshonderdste verjaardag van de gebeurtenissen naderde, begon men stelselmatig over de Slach by Warns te spreken. Dar gebeurde vooral in kringen van het Kristlik Frysk Selskip. Ter herdenking aan de slag organiseerde het Roomsk Frysk Boun sinds 1933 een jaarlijkse Gaesterlândei te Rijs op 15 augustus (Maria-Tenhemelopneming).

## Herdenking
In 1942 werd de Slag bij Warns voor het eerst officieel herdacht en het jaar daarop weer. Dit gebeurde op initiatief van de (toenmalige) Fryske Rie, een onderdeel van de aan de SS-Ahnenerbe en de Nederlandsche SS gelieerde stichting Saxo-Frisia. De plannen bestonden al langer, maar men kon het niet eens worden over de plek. De plechtigheden vonden voortaan plaats op het Rode Klif, nadat de historicus Waller Zeper in 1914, in navolging van Jacob van Lennep, deze omgeving (ten onrechte) als de juiste locatie van de veldslag had aangewezen. Aan het Rode Klif werden meerdere publicaties gewijd die het bijzondere karakter van de plek moesten benadrukken.
Sinds 1945 (de zeshonderdste verjaardag van de slag) vinden de herdenkingen plaats op de laatste zaterdag van september. Het initiatief daartoe werd genomen door een comité van verzetsmensen en oud-gijzelaars. Aan de eerste bijeenkomst, enkele maanden na de Bevrijding, namen zo'n duizend mensen deel, maar dit aantal liep in volgende jaren flink terug. Begin 1951 werd de Stichting Slach by Warns opgericht, die het perceel aankocht waar de herdenking voortaan plaatsvond. 
Op het Rode Klif bevindt zich sinds 1951 een monument, ontworpen door de katholieke architect Arjen Witteveen. Het monument is opgebouwd uit zo'n 170 ton zwerfkeien, die vooral afkomstig waren van gesloopt zeeweringen. Centraal kwam een grote, uit Tijnje afkomstige zwerfkei te staan met de tekst Leaver dea as slaef ("liever dood dan slaaf"). De 14.000 kg zware steen werd geschonken door de Friese communistenleider Gerrit Roorda. "ledereen sjouwt mee en helpt mee, van katholieken tot communisten, omdat het om een Friese zaak gaat", aldus een van de kranten. Een delegatie van vluchtelingen uit Helgoland voegde nog extra rotsblok aan het monument toe. Dit om aandacht te vragen voor hun wens terug te mogen keren naar het eiland dat in 1945 door de geallieerden was ontruimd. De Deensgezinde Friezen stuurden felicitaties, maar de overige Noord- en Oost-Friezen lieten het om begrijpelijke redenen vooralsnog afweten.
Het monument werd het jaar erop formeel ingewijd. In katholieke kring werden de Mariabedevaarten ere hersteld, nu naar Onze-Lieve-Vrouwe van Sevenwouden te Bolsward. Hiervoor werd het kerkelijke feest verplaatst naar de zondag volgend op de herdenking te Warns.  Dit alles gebeurde op initiatief van de paters franciscanen te Bolsward, die zich op hun beurt lieten inspireren door het voorwerk van de oorlogsmartelaar, pater Titus Brandsma.
De jaarlijkse herdenking te Warns kreeg extra aandacht door de algemene verontwaardiging over het gebeuren op Kneppelfreed (16 november 1951). Het Rode Klif werd tot symbool voor de Friese wens tot gelijkberechtiging en voor het recht op bescherming van de eigen taal en cultuur.
De herdenking is sindsdien uitgegroeid tot een toogdag van de Friese beweging, die eerdere meningsverschillen overbrugde. In 1951 sloten ook de katholieke organisaties zich bij het gebeuren aan. Het aantal bezoekers bleef aanvankelijk beperkt tot enkele honderden, maar was in 1959 toegenomen tot meer dan duizend. Daarna zakte de belangstelling weer in.
Midden jaren '70 werden voor het eerst vraagtekens gesteld bij de herdenking. Het staat nu wel vast, schreef de Friese voorman Jaap Kalma, "dat de mooie spreuk van de steen bij Warns Leaver dea as slaef in deze vorm een product is van de Romantiek". Ook de beginjaren van de herdenking werden kritisch tegen het licht gehouden. 
In 1977 werd verstoord door medewerkers van het anarchistische tijschrift Sneed, die in het Fries de Internationale zongen en protesteerden tegen wat zij als de uitverkoop van Friesland zagen. Er vielen enkele rake klappen en harde woorden. De uitgenodigde spreker, de taal- en wiskundige Juw van Weringh, nam evenmin een blad voor de mond. Van Weringh stelde dat de Friezen slachtoffer waren van Hollands "etnocentrisme". De Friezen gedroegen zich zijns inziens als "gedresseerde apen", omdat ze zich zijns inziens te afhankelijk maakten van de Haagse politiek. Hij pleitte dan ook voor een einde aan de tweetaligheid. Het jaar daarop saboteerde de anarchistische actiegroep Swatte Jat de herdenking door de vlaggenmasthouders dicht te lijmen en te steen te bekladden met een zwarte hand en het opschrift "Leaver dea dan sa!". In 1983 pleitte FNP-bestuurder Roel Falkena voor zelfstandigheid van Friesland in 1995.
In 1988 keerde de actiegroep Warns 2000 zich tegen het in hun ogen gezapige karakter van de herdenking. De actievoerders hekelden het taalakkoord tussen de provincie en de rijksoverheid en spraken over Haag kolonialisme. Naar hun idee stond het Friesland aan de rand van de afgrond en diende men het heft eigen handen te nemen.
In 1992 raakte de herdenking in opspraak door deelname van extreemrechtse groeperingen. Dit leidde tot felle discussies in de media. In de retoriek van de Friese beweging zit een stukje stammendenken en superioriteitsgevoel dat dit soort mensen aantrekt, stelde journalist Klaas Jansma in een televisiedebat. Geen spake van, betoogde woordvoerder Durk van der Schaaf, nieuwkomers zijn altijd welkom in Friesland, zolang ze zich maar aansluiten bij de Friese beweging en proberen Fries te leren. Daarmee worden ook veel inwoners van Friesland buitengesloten, repliceerde Jansma op zijn beurt. De ongewenste bezoekers werden in volgende jaren geweerd. De actiegroep De Kop Derfoar formuleerde in 1994 de leus "leaver dea as rassist", die overal in Friesland te lezen was. Een jongere generatie haakte af, nadat het bestuur in 1996 vernieuwingsplannen afwees. Het informatiebord bij het monument werd vernieuwd, waarbij de rechten van alle volkeren op zelfbeschikking centraal kwamen te staan.
Bij wijze van oudejaarsstunt werd de gedenksteen in half december 1994 door buurtvereniging Frijsteat De Folgeren in stilte vervoerd naar Drachten, waar hij op Nieuwjaarsdag weer opdook. Dit als ludiek protest tegen woningbouwplannen van het gemeentebestuur aldaar.
In 1998 bepleitte schrijver Piter Boersma, winnaar van de literaire Gysbert Japicxpriis, om ook Hollanders die de Friese beweging welgezind zijn bij de herdenking te verwelkomen. Tegelijkertijd was er kritiek te horen op de officiële 'Fryslân 500' manifestatie, die naar het idee van de organisatoren te veel een manifestatie van en voor de bestuurlijke bovenlaag was. Twee jaar later richtte de kritiek zich vooral op de rijksoverheid, die de uitvoering van de Bestuursafspraak Friese taal en cultuur uit 1998 zou traineren. De Friese taal wordt buiten de provincie nog steeds niet voor vol aangezien, stelde PvdA-gedeputeerde Bertus Mulder. Het monument op het Rode Klif kreeg in 2000 een opknapbeurt, die uit verschillende fondsen bekostigd werd.

### Discussies
De wens om een jonger publiek voor de herdenking te interesseren, was vaker te horen. "Nije generaasjes kinne in omkear bringe foar it Frysk’", stelde een van de bestuursleden in 2014. Dat leidde ook tot spanningen. De actiegroep Sis Tsiis (Say cheese!) hield in 2017 een demonstratie voor een grotere en minder vrijblijvende rol van de Friese taal in het onderwijs. Dit onder het motto "Frysk in bernerjocht!" (Fries is een kinderrecht). Universitair docente Hilda Schram betoogde in de Leeuwarder Courant:
Het onthouden van onderwijs in de eigen taal is de zwaarste manier om die taal te onderdrukken en te laten verdwijnen. Maar bescherming van de Friese taal en cultuur is een mensenrecht. […] Het onderwijs, de school, is hét instrument om de minderheidstaal de das om te doen.
Het bestuur van de stichting legde bij de herdenking in 2018 vooral nadruk op mienskip, het centrale thema van de manifestatie Culturele Hoofdstad 2018. Daarbij zouden wederzijds respect en onderlinge verbondenheid tussen alle inwoners centraal moeten staan. Een honderdtal dorpsorganisaties reageerde positief op de oproep deze doelstelling te ondersteunen. "Taal kin ferbine, ek as it om ferskillende talen giet", meende waarnemend voorzitter Thom Dykstra. Maar dit wel met de belangrijke kanttekening: "sy moatte ek respekt hawwe foar ús". Dagvoorzitter Sjoerd Groenhof waarschuwde in dit verband voor Hollandse "indoctrinatie". Daarop kwam weer kritiek van Rimmer Mulder, oud-hoofdredacteur van de Leeuwarder Courant, die meende dat ten onrechte een negatief beeld werd geschetst van "de mooiste en gelukkigste provincie" van Nederland:
Volgens de organisatoren van de 'betinking' lijden de Friezen onder het juk van Hollanders die hen van de eigen identiteit willen beroven. […] Als de heren gelijk hebben en de Friese vlag hangt er echt zo beroerd bij, dan heeft de jaarlijkse herdenking bij Warns geen zin meer.
Er is, zo betoogt Mulder, een heel ander verhaal te vertellen, namelijk dat van de  economische en politieke neergang van Friesland aan het einde van de middeleeuwen, eindigend in een periode van politieke chaos en burgeroorlog. Had de graaf de slag bij Warns gewonnen, dan had de geschiedenis van Holland en Friesland er wellicht heel anders uit gezien en niet per se slechter voor Friesland of het Fries.

### Generatiewissel
De herdenking van de Slag bij Warns raakte tijdens coronapandemie van 2020/21 en de boerenprotesten van 2022 tijdelijk in politiek vaarwater, doordat radicale activisten de gelegenheid gebruikten om hun eigen boodschap te laten horen. 
Tijdens de coronapandemie werd de jaarlijkse herdenking opgeschort. Wel vond er in 2021 met medewerking van het bestuur een wylde herdenking plaats, waar onder andere oud-journalist Kerst Huisman pleitte voor politieke autonomie en een eigen Friese grûnwet. Een andere spreker, klimaatscepticus en complotdenker Rypke Zeilmaker, hield op 11 december 2021 nogmaals een signeersessie bij het monument voor zijn boek Liever dood dan slaaf. Op 13 juli 2022 vond rond het monument een demonstratie met trekkers en trucks plaats, gericht tegen het landbouwbeleid van regering. Zeilmaker - inmiddels veroordeeld wegens antisemitisme - presenteerde daarbij een Verklaring van het Frije Fryske Folk, waarin hij opriep de regering omver te werpen. Het stichtingsbestuur maakte achteraf bezwaar tegen de manifestatie en nam uitdrukkelijk stelling tegen het gebruik van hun terrein voor politieke doeleinden. De oude bestuursleden hadden dat voorjaar aangekondigd vanwege hun leeftijd te willen terugtreden, waarna drie jongere bestuursleden zich aanmeldden.

De 75e herdenking in 2022 stond in het teken van bezorgdheid over de toekomst van de landbouw. Los van officiële herdenking vond op een aanpalend terrein het besloten FrijSia-festival plaats, dat zich vooral op een jonger publiek richtte. De nadruk lag daarbij op verbeeldingskracht als motor voor geschiedenis, heden en toekomst. Tot de sprekers op het festival behoorden opnieuw Zeilmaker en Jan Ott, een publicist die de authenticiteit van het Oera Linda-boek verdedigt. Organisator en medebestuurslid Bruno Rummler benadrukte de noodzaak "om út ús eigen bubble te kommen". Eerder al bepleitte hij het aanhalen van de contacten met Noord- en Oost-Friesland.
We moeten niet blijven hangen in het verleden. De insteek blijft heel belangrijk: we zijn trots op wie we zijn. Je moet je thuis kunnen voelen in onze provincie, ook als je de taal niet beheerst.
In 2023 stond de officiële herdenking in het teken van "de frije sûne Fries". Het plan van de nieuw opgerichte Stichting LDAS om als aanvulling op herdenking opnieuw een FrijSia-festival te organiseren, werd op de valreep afgelast. De betreffende organisatie streeft "bewustwording van denken, voelen en handelen" na, met respect voor de natuur en voor anderen.

## Liever dood dan slaaf
De strijdkreet "Liever dood dan slavernij" gaat terug op een passage in de 13e-eeuwse encyclopedie van Bartholomaeus Anglicus. Hij werd echter vooral bekend in de Verlichting en tijdens Franse Revolutie, met name door het toneelstuk Brutus van Voltaire (1730) en het volkslied van de Eerste Republiek uit 1791 ("Plutôt la mort que l’esclavage"). Een Nederlandse tegenhanger was het Bataafse Krijgslied, dat in 1799 ten tijde van de Engelse inval werd geschreven:
De ware Held leeft altoos vrij,
Hij kiest veel eer[der] dan slavernij
Den Dood! den Dood! den Dood!
Op dezelfde wijze stelden de patriottische vrijkorpsen die in 1787 Franeker bezet hielden, dat ze "eerder de dood te kiezen dan de slavernij" wilden kiezen. De thematiek speelt ook een rol in de toneelstukken van Willem van Haren. 
Er klinken in dit motto thema's uit de klassieke oudheid door, die in de 17e en 18e eeuw vooral via het onderwijs bekend raakten, zoals de woorden die Tacitus in de mond van de Germaanse veldheer Arminius legde (aut mori ante servitium) en vergelijkbare uitspraken van Cicero (mors ... servitute potior) en van Cato. Tacitus' geschriften raakten overigens pas aan het einde van de middeleeuwen in Europa bekend.
Tijdens de Restauratie en in de Romantiek werd de leuze "Liever dood dan slaaf" (in het enkelvoud) en raakte hij nauw verbonden met de bewustwording van nationale identiteiten. Hij speelde een belangrijke rol tijdens de Belgische revolutie, die begon in Augustus 1830 met de opvoering van Auberts opera De Stomme van Portici, waarin de vrijheidsproblematiek centraal stond.
In zijn huidige vorm stamt de strijdkreet Lewer duad üs Slaw uit Noord-Friesland, waar hij in de jaren 1837 tot 1845 voor het eerst werd geformuleerd, met name door de nationalistische auteurs Christian Feddersen, Christian Peter Hansen en Knut Jungbohn Clement. Dit om de wens tot autonomie voor Sleeswijk-Holstein (dan nog een Deense provincie) en aansluiting bij Duitsland kracht bij te zetten. We vinden hem tevens bij de volksschrijver Hermann Allmers uit het Elbe-Wezer-gebied. In Friesland raakte het motto al vroeg bekend, onder ander via de latere archivaris Gerben Colmjon (1854), de classicus Jan Ottema (1859), de arts en dialectoloog Johan Winkler (1882), en de populaire romanschrijver Louwrens Penning, die de woorden in de mond legde van Paul Kruger, de held van de Zuid-Afrikaanse Boerenoorlog. 
De Noord-Friese strijdkreet speelde een grote rol in het Duitse nationalisme en later ook in de nationaalsocialistische propaganda. Hij was bovendien sinds 1919 het parool van de reactionaire Landvolkbeweging.  Na 1945 werd de kreet juist gebruikt om de succesvolle strijd tegen de nazi's te benadrukken. Ook in Nederlandse verzetskringen werd hij gebruikt.. 
Het motto werd tot 1936 op geen enkele manier met de Slag bij Warns in verbinding gebracht. Wel heeft men een voorbeeld genomen aan een in 1914 opgerichte gedenksteen van de zogenaamde Hartwarder Fries bij Rodenkirchen in Stadland aan de Wezer. Dit monument (met het aan Allmers ontleende Nederduitse opschrift Lewer dod as Sklav) is gewijd aan de nederlaag van de Friezen uit Butjadingen en Stadland tegen de graaf van Oldenburg in januari 1514. Bij de eerste herdenking na de oorlog sprak de voorzitter van de Ried fan de Fryske Biweging, Eeltjse Boates Folkertsma, uitdrukkelijk over de keuze die de Friezen in 1345 moesten maken: "óf hjar frijheit fordigenje, óf slaef wirde".

### Liever dood dan onvrij
De bewering dat de Friese strijders in 1345 zich hadden laten leiden door het aloude motto "Liever doot dan onvry" gaat terug op de gereformeerde predikant Adam Westerman te Stavoren. Die schrijft in de bijlage van zijn populaire prekenbundel Christelycke Zee-vaert uit 1611:
De Vriesen sulcx verstaende welckers Advijs van oudts gheweest is / Phriso pro libertate Mortem oppetit. Dat is / liever doot dan onvry / hebben door de macht der Staversche het Veldt behouden / den Grave met seven Bander Heeren ende vijf honderdt Ridders verslaghen. 
Daarmee verwees hij naar een bekende uitspraak van de humanist Enea Silvio Piccolomini (Paus Pius II), die de koppige vrijheidsdrang van de Friezen omstreeks 1450 omschreef als "een Fries verkiest de dood ten behoeve van zijn vrijheid". Westerman uitspraak wordt geciteerd als "lieber Tod, als unfrey" in de Nord-Fresische Chronick van de lutherse predikant Anton Heimreich uit 1666. Heinreichs kroniek werd in 1819 opnieuw uitgegeven en werkte door op de Noord-Friese discussies. 
Het klassieke thema "vrijheid of sterven" (op Staatse gedenkpenningen: aut recuperare libertatem, aut mori) speelde een belangrijke rol in de Nederlandse Opstand. We vinden varianten van het Friese spreekwoord "liever dood dan onvrij" al eerder bij Hartmann Schedel (1493) en Sebastian Münster (1544), daarna bij Cornelius Kempius (1588), Andreas Cornelius (1597), Lucovico Guicciardini (1611), Ubbo Emmius (1616), Christianus Schotanus (1664) en Johannes Hilarides (1671). Het gezegde was ook elders in Europa wijd verbreid. De taalkundige Harrebomée noemt het in zijn Spreekwoordenboek uit 1858 "een oud Friesch spreekwoord, dat de Friezen niet alleen in den mond, maar ook in het hart hadden". Hij beroept zich daarbij op een verzameling van spreekwoorden die werd aangelegd door Nicolaes Witsen (ca. 1670).
De verbinding met slavernij of knechtschap was minder gebruikelijk. Het betreft vooral ontleningen aan het werk van de geleerde monnik Bartholomeus Anglicus, die omstreeks 1240 schreef dat de Friezen liever de dood dan het juk der slavernij zouden verkiezen. Naar hem wordt onder andere verwezen in de Gesta Fresiorum (ca. 1500), verder door Worp van Thabor (ov. 1538), Johan Rengers van ten Post (ca. 1580), Cornelius Kempius en Ubbo Emmius (1596). Het is kenmerkend voor de Friezen, zo vertaalt Christianus Schotanus deze woorden in 1655, "datse voor de vryheydt haer leven wagen en liever sterven willen / dan onder 't Jock van slavernye gaen". Pas in de aanloop naar de Franse Revolutie keert deze retoriek terug.

## Trivia
- De weg van Warns naar Scharl werd in de 19e eeuw de "Verkeerde Weg" [fy] genoemd. Volgens Waller Zeper herinnert deze naam aan de vluchtweg, die de verslagen ridders in de richting van het Rode Klif insloegen, hetgeen hun noodlottig werd.[49] Of deze uitleg, die sinds 1912 in de pers onduikt, al eerder bestond, is onbekend.
- De Slag bij Warns komt aan bod in de bioscoopfilm van Steven de Jong, Grutte Pier (2022), die als ondertitel het motto "Leaver dea as Slaef" heeft.
- De wapenschilden van de in 1345 in Friesland gesneuvelde ridders vormen aparte reeks in een of meer bewaarde wapenboeken. Het Wapenboek Gelre bevat een herdenkingsgedicht en de wapenschilden van veertien gesneuvelde ridders.[107] De kronieken bevatten de namen van veertien ridders uit Henegouwen, twaalf uit Holland en acht uit naburige gewesten.[108]
- Het een na oudste bewaarde schilderij van Nederland is een gedenktafel voor Jan I van Montfoort (1320-1345) en twee familieleden die bij de veldslag in 1345 sneuvelden. Het paneel is omstreeks 1380 geschilderd, vermoedelijk in opdracht van Hendrik III van Montfoort. Het maakt sinds 1884 deel uit van de collectie van het Rijksmuseum te Amsterdam.[1]